# С.Оливер (баскетбольный клуб)
С.Оливер — немецкий баскетбольный клуб из города Вюрцбург.

## История
С 1920 по 2005 год существовала баскетбольная команда «Вюрцбург» («DJK Würzburg», «Deutsche Jugendkraft Würzburg»). В 1997 году вместе с Дирком Новицки в составе выиграла второй дивизион и попала в Бундеслигу. В 2005 году клуб был расформирован. В 2007 году американский бизнесмен Йохен Бэр создал новую команду «Вюрцбург Баскетс», которая с 2010 года, после подписания партнерского соглашения с фирмой «s.Oliver», стала «С.Оливер Баскетс» и вышла в Бундеслигу.

## Сезоны
| Сезон   | Ур. | Лига         | Поз. | П-Офф         | Еврокубки |
| ------- | --- | ------------ | ---- | ------------- | --------- |
| 2009-10 | 3   | Бундеслига 3 | 3    | Выход в ББЛ.2 | -         |
| 2010-11 | 2   | Бундеслига 2 | 2    | Выход в ББЛ.1 | -         |
| 2011-12 | 1   | Бундеслига   | 6    | Полуфинал     | -         |

## Известные игроки
- Дирк Новицки
- Робин Бенцинг
- Демонд Грин
- Макси Клебер
- Крешимир Лончар